# Henry Johansen
Henry Høgfeldt Johansen (Oslo, 21 juli 1904 – aldaar, 29 mei 1988) was een Noors voetballer die gedurende zijn carrière als doelman speelde voor Vålerenga IF. Hij was ook actief als voetbaltrainer. Johansen overleed op 83-jarige leeftijd in zijn geboorteplaats Oslo.

## Interlandcarrière
Johansen, bijgenaamd Tippen, won met het Noors voetbalelftal de bronzen medaille op de Olympische Zomerspelen 1936 in Berlijn, Duitsland. De ploeg onder leiding van bondscoach Asbjørn Halvorsen won in de troostfinale met 3-2 van Polen dankzij drie treffers van aanvaller Arne Brustad. Johansen maakte tevens deel uit van de Noorse selectie voor het WK voetbal 1938. In totaal speelde hij 48 interlands voor zijn vaderland in de periode 1926–1938.